# Marian Sowiński (bokser)

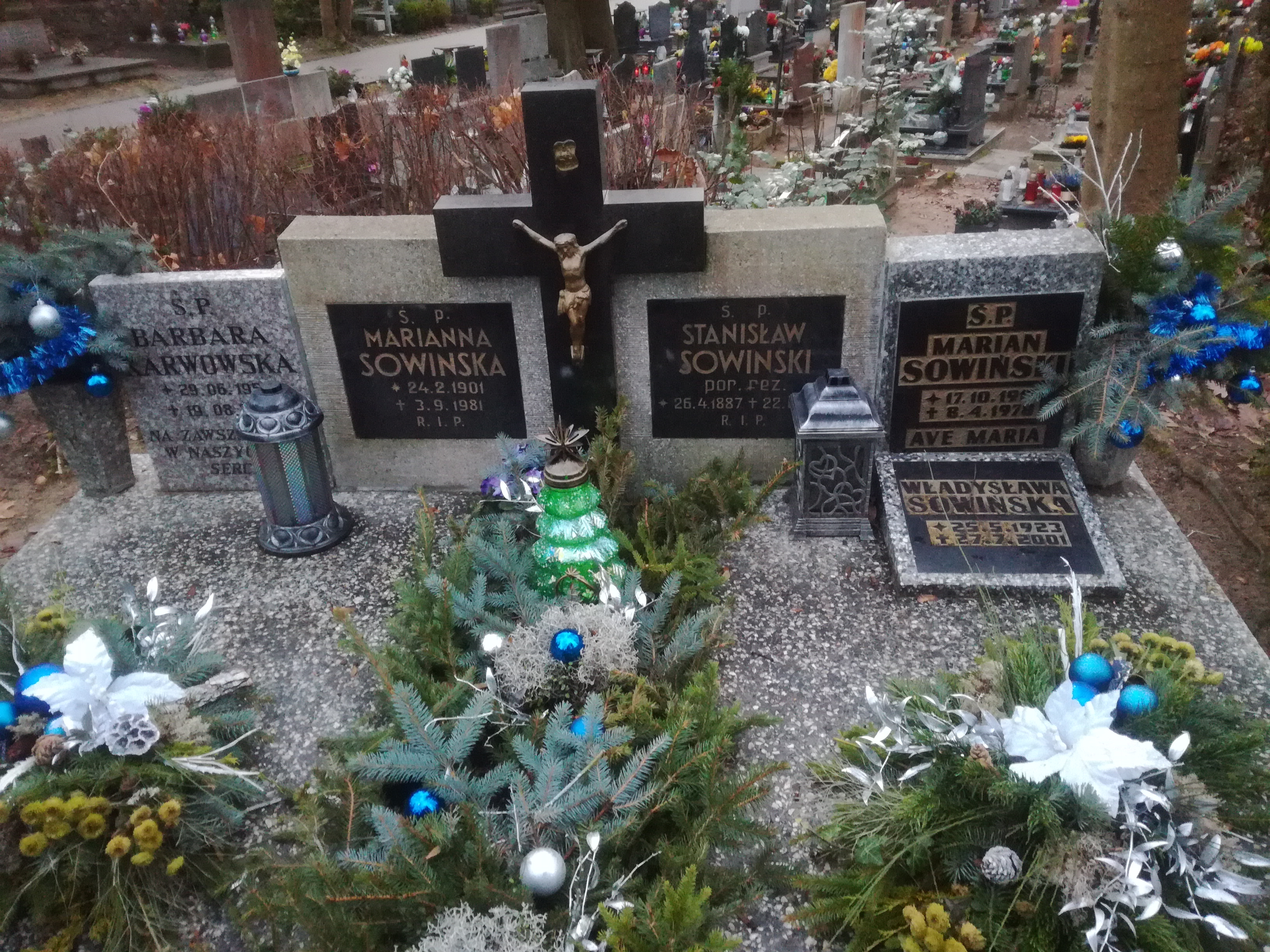
Grób Mariana Sowińskiego na cmentarzu Witomińskim

Marian Sowiński (ur. 17 października 1919, zm. 8 kwietnia 1978 w Gdyni) – polski bokser, reprezentant kraju. Boksować rozpoczął w klubie Bałtyk Gdynia w 1937 roku. Po pięcioletniej przerwie spowodowanej wojną, został zawodnikiem klubu Grom Gdynia, by następnie walczyć w klubie MKS Gdynia, w którym to odniósł najwięcej sportowych sukcesów i zakończył swoją sportową karierę w 1949 roku. Startując w kategorii muszej, zdobył dwukrotnie wicemistrzostwo Polski w 1946 i 1948 roku. Został też dwukrotnym drużynowym wicemistrzem Polski w 1946/47 i 1947/48 roku. W 1947 roku wystąpił jeden raz w reprezentacji Polski, przegrywając swoją walkę w wadze muszej. Walcząc w ringu stoczył 170 walk, z czego 140 wygrał, 12 zremisował i 18 pojedynków przegrał. Pochowany na cmentarzu Witomińskim (kwatera 61-25-5_2).